# Tsjechië op de Olympische Winterspelen 2002
Tijdens de Olympische Winterspelen van 2002, die in Salt Lake City (Verenigde Staten) werden gehouden, nam Tsjechië voor de derde keer deel.

## Medailleoverzicht
| Sport          | Olympiër            | Discipline                       | Medaille |
| -------------- | ------------------- | -------------------------------- | -------- |
| Freestyleskiën | Aleš Valenta        | aerials (m)                      | Goud     |
| Langlaufen     | Kateřina Neumannová | 15 km vrije stijl massastart (v) | Zilver   |
| Langlaufen     | Kateřina Neumannová | achtervolging 5 km+5 km (v)      | Zilver   |

## Deelnemers en resultaten
(m) = mannen, (v) = vrouwen 

### Alpineskiën
| Olympiër             | Discipline       | Resultaat | Prestatie                                                        |
| -------------------- | ---------------- | --------- | ---------------------------------------------------------------- |
| Ondřej Bank          | afdaling (m)     | 39e       | 1.43,33 (+4,20)                                                  |
| Ondřej Bank          | reuzenslalom (m) | dnf-1     | opgave run 1                                                     |
| Ondřej Bank          | slalom (m)       | dnf-2     | opgave run 2 — 52,37+dnf                                         |
| Ondřej Bank          | combinatie (m)   | dnf-s2    | opgave slalom run 2 afdaling: 1.42,71 slalom: — 48,25+dnf        |
| Stanley Hayer        | reuzenslalom (m) | 25e       | 2.27,83 (+4,55) — 1.14,69+1.13,14                                |
| Stanley Hayer        | slalom (m)       | 15e       | 1.46,12 (+5,06) — 51,97+54,15                                    |
| Stanley Hayer        | combinatie (m)   | 10e       | 3.24,44 (+6,88) afdaling: 1.45,30 slalom: 1.39,14 — 47,15+51,99  |
| Jan Holický          | afdaling (m)     | 46e       | 1.45,49 (+6,36)                                                  |
| Jan Holický          | slalom (m)       | dnf-1     | opgave run 1                                                     |
| Jan Holický          | combinatie (m)   | 20e       | 3.31,15 (+13,59) afdaling: 1.42,85 slalom: 1.48,30 — 50,82+57,48 |
| Petr Záhrobský       | super g (m)      | 24e       | 1.25,67 (+4,09)                                                  |
| Petr Záhrobský       | reuzenslalom (m) | 31e       | 2.29,96 (+6,68) — 1.15,82+1.14,14                                |
| Borek Zakouřil       | afdaling (m)     | 40e       | 1.43,63 (+4,50)                                                  |
| Borek Zakouřil       | super g (m)      | dnf       | opgave                                                           |
| Borek Zakouřil       | reuzenslalom (m) | dnf-2     | opgave run 2 — 1.15,56+dnf                                       |
| Borek Zakouřil       | combinatie (m)   | 12e       | 3.25,20 (+7,64) afdaling: 1.41,64 slalom: 1.43,56 — 49,52+54,04  |
|                      |                  |           |                                                                  |
| Lucie Hrstková       | super g (v)      | 25e       | 1.16,56 (+2,97)                                                  |
| Lucie Hrstková       | reuzenslalom (v) | dnf-2     | opgave run 2 — 1.18,87+dnf                                       |
| Lucie Hrstková       | slalom (v)       | dnf-1     | opgave run 1                                                     |
| Lucie Hrstková       | combinatie (v)   | dnf-s1    | opgave slalom run 1                                              |
| Eva Kurfürstová      | reuzenslalom (v) | 23e       | 2.36,20 (+6,19) — 1.18,92+1.17,28                                |
| Eva Kurfürstová      | slalom (v)       | 21e       | 1.54,19 (+8,09) — 56,79+57,40                                    |
| Gabriela Martinovová | afdaling (v)     | 30e       | 1.44,25 (+4,69)                                                  |
| Gabriela Martinovová | super g (v)      | dnf       | opgave                                                           |
| Gabriela Martinovová | combinatie (v)   | 23e       | 2.58,66 (+15,38) slalom: 1.39,49 — 50,78+48,71 afdaling: 1.19,17 |
| Petra Zakouřilová    | reuzenslalom (v) | 27e       | 2.36,83 (+6,82) — 1.19,07+1.17,76                                |
| Petra Zakouřilová    | slalom (v)       | dnf-2     | opgave run 2 — 56,22+dnf                                         |
| Petra Zakouřilová    | combinatie (v)   | 16e       | 2.51,83 (+8,55) slalom: 1.31,93 — 47,35+44,58 afdaling: 1.19,90  |

### Biatlon
| Olympiër                                                           | Discipline                | Resultaat | Prestatie |
| ------------------------------------------------------------------ | ------------------------- | --------- | --- |
| Roman Dostál                                                       | 10 km sprint (m)          | 34e       | 27.04,9 (+2.13,6) pen.: 2 (0 + 2) |
| Roman Dostál                                                       | 12,5 km achtervolging (m) | 44e       | +4.52,2 pen.: 6 (1 + 1 + 1 + 3) |
| Roman Dostál                                                       | 20 km (m)                 | 35e       | 56.19,6 (+5.16,3) pen.: 4 (0 + 1 + 0 + 3) |
| Petr Garabík                                                       | 10 km sprint (m)          | 47e       | 27.30,9 (+2.39,6) pen.: 2 (0 + 2) |
| Petr Garabík                                                       | 12,5 km achtervolging (m) | dns       | niet gestart |
| Petr Garabík                                                       | 20 km (m)                 | 25e       | 55.12,2 (+4.08,9) pen.: 2 (1 + 1 + 0 + 0) |
| Tomáš Holubec                                                      | 10 km sprint (m)          | 32e       | 27.01,8 (+2.10,5) pen.: 1 (0 + 1) |
| Tomáš Holubec                                                      | 12,5 km achtervolging (m) | 45e       | +4.56,5 pen.: 6 (2 + 1 + 1 + 2) |
| Ivan Masařík                                                       | 20 km (m)                 | 42e       | 56.40,6 (+5.37,3) pen.: 3 (1 + 1 + 0 + 1) |
| Zdeněk Vítek                                                       | 10 km sprint (m)          | 14e       | 26.14,0 (+1.22,7) pen.: 1 (0 + 1) |
| Zdeněk Vítek                                                       | 12,5 km achtervolging (m) | 17e       | +1.46,4 pen.: 3 (0 + 1 + 0 + 2) |
| Zdeněk Vítek                                                       | 20 km (m)                 | 57e       | 58.07,9 (+7.04,6) pen.: 6 (1 + 1 + 2 + 2) |
| Team Petr Garabík Ivan Masařík Roman Dostál Zdeněk Vítek           | 4x7,5 km estafette (m)    | 5e        | 1:26.36,1 (+2.53,8) pen.: 0-12 22.42,3 pen.: 0-1 (0-1 + 0-0) 21.33,4 pen.: 0-5 (0-3 + 0-2) 21.17,4 pen.: 0-4 (0-1 + 0-3) 21.03,0 pen.: 0-2 (0-1 + 0-1) |
|                                                                    |                           |           | |
| Eva Háková                                                         | 7,5 km sprint (v)         | 34e       | 23.09,4 (+2.28,0) pen.: 1 (1 + 0) |
| Eva Háková                                                         | 10 km achtervolging (v)   | 25e       | +3.12,4 pen.: 2 (0 + 1 + 0 + 1) |
| Eva Háková                                                         | 15 km (v)                 | 35e       | 52.11,0 (+4.41,9) pen.: 3 (1 + 1 + 0 + 1) |
| Kateřina Losmanová                                                 | 7,5 km sprint (v)         | 39e       | 23.14,6 (+2.33,2) pen.: 2 (0 + 2) |
| Kateřina Losmanová                                                 | 10 km achtervolging (v)   | 22e       | +2.57,0 pen.: 2 (1 + 1 + 0 + 0) |
| Kateřina Losmanová                                                 | 15 km (v)                 | 19e       | 50.42,0 (+3.12,9) pen.: 3 (1 + 1 + 1 + 0) |
| Irena Česneková                                                    | 7,5 km sprint (v)         | 22e       | 22.33,5 (+1.52,1) pen.: 0 (0 + 0) |
| Irena Česneková                                                    | 10 km achtervolging (v)   | 31e       | +3.34,0 pen.: 3 (1 + 1 + 1 + 0) |
| Irena Česneková                                                    | 15 km (v)                 | 28e       | 51.28,0 (+3.58,9) pen.: 2 (0 + 0 + 2 + 0) |
| Magda Rezlerová                                                    | 7,5 km sprint (v)         | 32e       | 23.05,0 (+2.23,6) pen.: 2 (1 + 1) |
| Magda Rezlerová                                                    | 10 km achtervolging (v)   | 34e       | +3.55,2 pen.: 4 (1 + 1 + 1 + 1) |
| Zdeňka Vejnarová                                                   | 15 km (v)                 | 23e       | 50.54,7 (+3.25,6) pen.: 1 (0 + 0 + 0 + 1) |
| Team Kateřina Losmanová Magda Rezlerová Irena Česneková Eva Háková | 4x7,5 km estafette (v)    | 8e        | 1:31.07,6 (+3.12,6) pen.: 0-8 22.28,9 pen.: 0-1 (0-0 + 0-1) 22.14,3 pen.: 0-1 (0-1 + 0-0) 22.39,1 pen.: 0-2 (0-2 + 0-0) 23.45,3 pen.: 0-4 (0-1 + 0-3)  |

### Bobsleeën
| Olympiër                                                            | Discipline                | Resultaat | Prestatie                                       |
| ------------------------------------------------------------------- | ------------------------- | --------- | ----------------------------------------------- |
| Pavel Puškár Jan Kobián                                             | 2-mansbob (m) Tsjechië I  | 19e       | 3.13,10 (+2,99) (48,22 / 48,03 / 48,35 / 48,50) |
| Ivo Danilevič Roman Gomola                                          | 2-mansbob (m) Tsjechië II | 16e       | 3.13,08 (+2,97) (48,19 / 48,28 / 48,35 / 48,26) |
| Pavel Puškár Milan Studnička Peter Kondrát Ivo Danilevič Jan Kobián | 4-mansbob (m) Tsjechië I  | 15e       | 3.09,93 (+2,42) (47,23 / 47,17 / 47,58 / 47,95) |

### Freestyleskiën
| Olympiër      | Discipline  | Resultaat | Prestatie                           |
| ------------- | ----------- | --------- | ----------------------------------- |
| Aleš Valenta  | aerials (m) | Goud      | 257,02 p. (kwalificatie: 234,51 p.) |
| Nikola Sudová | moguls (v)  | 19e       | dnq (kwalificatie: 21,49 p.)        |

### Kunstrijden
| Olympiër                        | Discipline | Resultaat | Prestatie                                                 |
| ------------------------------- | ---------- | --------- | --------------------------------------------------------- |
| Kateřina Beránková Otto Dlabola | paarrijden | 8e        | 11,5 p. (korte kür: 7 - lange kür: 8)                     |
| Kateřina Kovalová David Szurman | ijsdansen  | 20e       | 40,4 p. (verpl.1: 21 - verpl.2: 21 - org.: 20 - vrij: 20) |

### Langlaufen
| Olympiër                                                                    | Discipline                       | Resultaat | Prestatie                                                       |
| --------------------------------------------------------------------------- | -------------------------------- | --------- | --------------------------------------------------------------- |
| Lukáš Bauer                                                                 | 30 km vrije stijl massastart (m) | 6e        | 1:12.22,3 (+51,3)                                               |
| Lukáš Bauer                                                                 | 50 km klassiek (m)               | 8e        | 2:10.41,9 (+4.21,1)                                             |
| Lukáš Bauer                                                                 | achtervolging 10 km+10 km (m)    | 12e       | +34,4 (klassiek:27.03,7 + vrije stijl:23.20,3)                  |
| Martin Koukal                                                               | sprint (m)                       | 10e       | dnq, kf 1 (3e): 3.02,6, kwal.:2.52,09 (+2,02)                   |
| Martin Koukal                                                               | 30 km vrije stijl massastart (m) | 20e       | 1:14.25,9 (+2.54,9)                                             |
| Martin Koukal                                                               | achtervolging 10 km+10 km (m)    | 44e       | +2.35,9 (klassiek:28.26,9 + vrije stijl:23.58,8)                |
| Jiří Magál                                                                  | 15 km klassiek (m)               | 29e       | 39.48,6 (+2.41,2)                                               |
| Jiří Magál                                                                  | 30 km vrije stijl massastart (m) | 43e       | 1:17.18,3 (+5.47,3)                                             |
| Jiří Magál                                                                  | 50 km klassiek (m)               | 19e       | 2:15.06,8 (+8.46,0)                                             |
| Petr Michl                                                                  | 15 km klassiek (m)               | 34e       | 40.00,2 (+2.52,8)                                               |
| Petr Michl                                                                  | 30 km vrije stijl massastart (m) | 24e       | 1:14.40,0 (+3.09,0)                                             |
| Petr Michl                                                                  | 50 km klassiek (m)               | 42e       | 2:23.43,3 (+17.22,5)                                            |
| Milan Šperl                                                                 | 15 km klassiek (m)               | 45e       | 41.16,7 (+4.09,3)                                               |
| Milan Šperl                                                                 | 50 km klassiek (m)               | 49e       | 2:28.28,8 (+22.08,0)                                            |
| Milan Šperl                                                                 | achtervolging 10 km+10 km (m)    | 52e       | +3.51,8 (klassiek:29.04,6 + vrije stijl:24.36,7)                |
| Team Martin Koukal Jiří Magál Lukáš Bauer Petr Michl                        | 4x10 km estafette (m)            | 7e        | 1:35.31,3 (+2.45,8) 25.07,9 25.30,9 21.29,6 23.22,9             |
|                                                                             |                                  |           |                                                                 |
| Helena Balatková                                                            | sprint (v)                       | 42e       | dnq, kwal.:3.29,23 (+16,47)                                     |
| Helena Balatková                                                            | 15 km vrije stijl massastart (v) | 41e       | 44.17,8 (+4.23,4)                                               |
| Helena Balatková                                                            | achtervolging 5 km+5 km (v)      | 42e       | +1.55,9 (klassiek:14.20,6 + vrije stijl:12.45,8)                |
| Ilona Bublová                                                               | sprint (v)                       | 43e       | dnq, kwal.:3.29,35 (+16,59)                                     |
| Ilona Bublová                                                               | 10 km klassiek (v)               | 49e       | 32.32,8 (+4.27,2)                                               |
| Ilona Bublová                                                               | 15 km vrije stijl massastart (v) | 51e       | 47.31,8 (+7.37,4)                                               |
| Kateřina Hanušová                                                           | 15 km vrije stijl massastart (v) | 20e       | 42.15,7 (+2.21,3)                                               |
| Kateřina Hanušová                                                           | 30 km klassiek (v)               | 40e       | 1:48.52,6 (+17.55,5)                                            |
| Kateřina Hanušová                                                           | achtervolging 5 km+5 km (v)      | 62e       | niet geplaatst vrije stijl (klassiek:14.55,0 + vrije stijl:dnq) |
| Kateřina Neumannová                                                         | sprint (v)                       | 13e       | dnq, kf 1 (4e): 3.18,9, kwal.:3.12,76 (1e)                      |
| Kateřina Neumannová                                                         | 15 km vrije stijl massastart (v) | Zilver    | 40.01,3 (+6,9)                                                  |
| Kateřina Neumannová                                                         | achtervolging 5 km+5 km (v)      | Zilver    | +0,1 (klassiek:13.27,6 + vrije stijl:11.43,0)                   |
| Kamila Rajdlová                                                             | 10 km klassiek (v)               | 26e       | 30.17,9 (+2.12,3)                                               |
| Kamila Rajdlová                                                             | 30 km klassiek (v)               | 27e       | 1:41.57,7 (+11.00,6)                                            |
| Kamila Rajdlová                                                             | achtervolging 5 km+5 km (v)      | 45e       | +1.59,7 (klassiek:14.11,1 + vrije stijl:12.58,6)                |
| Team Helena Balatková Kamila Rajdlová Kateřina Neumannová Kateřina Hanušová | 4x5 km estafette (v)             | 4e        | 50.35,2 (+1.04,6) 13.33,6 13.24,6 11.26,4 12.10,6               |

### Noordse combinatie
| Olympiër                                                   | Discipline      | Resultaat | Prestatie |
| ---------------------------------------------------------- | --------------- | --------- | --- |
| Pavel Churavý                                              | individueel (m) | 16e       | +3.59,6 — schans: 228,5 p — 15 km: 39.56,3 |
| Pavel Churavý                                              | sprint (m)      | 15e       | +1.17,9 — schans: 102,5 p — 7,5 km: 16.38,0 |
| Milan Kučera                                               | individueel (m) | 41e       | +9.20,7 — schans: 182,0 p — 15 km: 41.24,4 |
| Milan Kučera                                               | sprint (m)      | 35e       | +2.33,4 — schans: 100,2 p — 7,5 km: 17.44,5 |
| Ladislav Rygl                                              | individueel (m) | 39e       | +6.54,8 — schans: 189,5 p — 15 km: 39.36,5 |
| Petr Šmejc                                                 | individueel (m) | 43e       | +10.02,0 — schans: 223,5 p — 15 km: 45.33,7 |
| Petr Šmejc                                                 | sprint (m)      | 24e       | +1.51,8 — schans: 110,4 p — 7,5 km: 17.41,9 |
| Team Petr Šmejc Milan Kučera Lukáš Heřmanský Pavel Churavý | team (m)        | 9e        | +4.59,6 — schans: 892,0 p — 20 km: 51.35,8 schans: 228,5 p — 5 km: 13.03,0 schans: 214,5 p — 5 km: 12.49,1 schans: 215,0 p — 5 km: 13.52,3 schans: 234,0 p — 5 km: 11.51,4 |

### Rodelen
| Olympiër        | Discipline | Resultaat | Prestatie                                             |
| --------------- | ---------- | --------- | ----------------------------------------------------- |
| Michal Kvíčala  | mannen     | 30e       | 3.04,273 (+6,332) (46,659 / 45,932 / 46,001 / 45,681) |
| Markéta Jeriová | vrouwen    | 19e       | 2.56,130 (+3,666) (44,710 / 43,764 / 43,845 / 43,811) |

### Schaatsen
| Olympiër     | Discipline | Resultaat | Prestatie       |
| ------------ | ---------- | --------- | --------------- |
| David Kramár | 1000 m (m) | 42e       | 1.14,05 (+6,87) |

### Schansspringen
| Olympiër                                              | Discipline              | Resultaat | Prestatie |
| ----------------------------------------------------- | ----------------------- | --------- | --- |
| Michal Doležal                                        | normale schans ind. (m) | 50e       | 82,5 p. — 82,5 p. (77,0 m) + dnq kwalificatie 36e — 81,0 p. (91,5 m)                                                                                                 |
| Michal Doležal                                        | grote schans ind. (m)   | 55e       | kwalificatie 41e — uitgeschakeld: 99,5 p. (73,1 m) |
| Jakub Janda                                           | normale schans ind. (m) | 39e       | 103,0 p. — 103,0 p. (86,0 m) + dnq kwalificatie 34e — 80,5 p. (92,5 m)                                                                                               |
| Jakub Janda                                           | grote schans ind. (m)   | 44e       | 91,3 p. — 91,3 p. (108,5 m) + dnq kwalificatie 29e — 108,0 p. (89,4 m)                                                                                               |
| Jan Matura                                            | normale schans ind. (m) | 47e       | 91,5 p. — 91,5 p. (79,6 m) + dnq kwalificatie 32e — 81,5 p. (95,5 m)                                                                                                 |
| Jan Matura                                            | grote schans ind. (m)   | 51e       | kwalificatie 37e — uitgeschakeld: 102,5 p. (79,5 m) |
| Jan Mazoch                                            | normale schans ind. (m) | 35e       | 108,5 p. — 108,5 p. (88,0 m) + dnq kwalificatie 19e — 88,5 p. (110,0 m)                                                                                              |
| Jan Mazoch                                            | grote schans ind. (m)   | 36e       | 102,7 p. — 102,7 p. (114,0 m) + dnq kwalificatie 23e — 111,0 p. (96,8 m)                                                                                             |
| Team Jan Matura Michal Doležal Jan Mazoch Jakub Janda | grote schans team (m)   | 12e       | 724,6 punten 72,7 p. (99,0 m) + 64,9 p. (95,5 m) 88,1 p. (107,0 m) + 78,1 p. (102,0 m) 113,6 p. (119,5 m) + 96,7 p. (111,5 m) 93,6 p. (109,5 m) + 116,9 p. (120,5 m) |

### Shorttrack
| Olympiër         | Discipline | Resultaat | Prestatie                                     |
| ---------------- | ---------- | --------- | --------------------------------------------- |
| Kateřina Novotná | 500 m (v)  | 27e       | dnq, vr 3 (4e): 47,122                        |
| Kateřina Novotná | 1000 m (v) | 26e       | dnq, vr 6 (4e): 1.42,495                      |
| Kateřina Novotná | 1500 m (v) | 15e       | dnq, hf 1 (5e): 2.35,085, vr 3 (3e): 2.35,438 |

### Skeleton
| Olympiër      | Discipline | Resultaat | Prestatie                     |
| ------------- | ---------- | --------- | ----------------------------- |
| Josef Chuchla | mannen     | 24e       | 1.48,66 (+6,70) — 54,02+54,64 |

### IJshockey
| Olympiër | Discipline | Resultaat | Prestatie |
| --- | ---------- | --------- | --- |
| Petr Čajánek Jiří Dopita Radek Dvořák Patrik Eliáš Roman Hamrlík Dominik Hašek Martin Havlát Milan Hejduk Jan Hrdina Jaromír Jágr Tomáš Kaberle Pavel Kubina Robert Lang Pavel Patera Robert Reichel Martin Ručinský Martin Škoula Richard Šmehlík Jaroslav Špaček Petr Sýkora Michal Sýkora | mannen     | 7e        | Hoofdronde groep C: 8- 2 Tsjechië - Duitsland 1- 2 Tsjechië - Zweden 3- 3 Tsjechië - Canada Kwartfinale: 0- 1 Tsjechië - Rusland |

Amerikaanse Maagdeneilanden · Andorra · Argentinië · Armenië · Australië · Azerbeidzjan · België · Bermuda · Bosnië en Herzegovina · Brazilië · Bulgarije · Canada · Chili · China · Chinees Taipei · Costa Rica · Cyprus · Denemarken · Duitsland · Estland · Fiji · Finland · Frankrijk · Georgië · Griekenland · Groot-Brittannië · Hongarije · Hongkong · Ierland · IJsland · India · Iran · Israël · Italië · Jamaica · Japan · Joegoslavië · Kameroen · Kazachstan · Kenia · Kirgizië · Kroatië · Letland · Libanon · Liechtenstein · Litouwen · Macedonië · Mexico · Moldavië · Monaco · Mongolië · Nederland · Nepal · Nieuw-Zeeland · Noorwegen · Oekraïne · Oezbekistan · Oostenrijk · Polen · Roemenië · Rusland · San Marino · Slovenië · Slowakije · Spanje · Tadzjikistan · Thailand · Trinidad en Tobago · Tsjechië · Turkije · Venezuela · Verenigde Staten · Wit-Rusland · Zuid-Afrika · Zuid-Korea · Zweden · Zwitserland

Uitgesloten van deelname: Puerto Rico